# Garighatta, Alur
Garighatta là một làng thuộc tehsil Alur, huyện Hassan, bang Karnataka, Ấn Độ.